# Бирн, Роберт
Роберт Бирн (Бёрн; англ. Robert Byrne; 20 апреля 1928, Нью-Йорк — 12 апреля 2013) — американский шахматист, гроссмейстер (1964) и шахматный журналист. Преподаватель философии.
Брат — шахматист Дональд Бирн.

## Шахматная карьера
В начале 1950-х годов вошёл в число ведущих шахматистов США. В составе команды США
участник 9 олимпиад (1952—1978), в том числе на Олимпиаде 1960 года занял 2-е место на 3-й
доске (после П. Кереса). Участник матчей СССР — США (1954 и 1955). В 1960 году выиграл открытое первенство США. В конце 1960-х годов посвятил себя шахматам, оставив преподавательскую деятельность. Чемпион США (1972); выиграл матч-турнир у С. Решевского и Л. Кавалека. Участник ряда межзональных
турниров: Сус (1967) — 18-е; Ленинград (1973) — 3-е; Биль (1976) — 5-7-е места. В 1974 году проиграл четвертьфинальный матч претендентов в Сан-Хуане Б. Спасскому — 1½ : 4½ (+0 −3 =3).
Лучшие результаты в других международных соревнованиях: Мар-дель-Плата (1961) — 2—5-е; Санта-Фе (1961) — 1-е; Буэнос-Айрес (1964) — 3-е; Сараево (1967) — 5-6-е; Монте-Карло (1968) — 5-е; Рейкьявик (1968) — 4-е; Москва (1971; мемориал А. Алехина) — 8-е; Гастингс (1971/1972) — 3-4-е; Торремолинос (1976, 1977) — 1-е и 2-е; Лас-Пальмас (1976) и Баден (1980) — 3-4-е; Хараре (1983) — 1-2-е места.
К сильнейшим сторонам Роберта Бирна относят «тонкое позиционное чутьё и крепкие нервы» (В. Ульман).

## Примечательные партии
|   | a | b | c | d | e | f | g | h |   |
| - | --- | --- | --- | --- | --- | --- | --- | --- | - |
| 8 | c8 чёрная ладья · d8 чёрный слон · e8 чёрный король · h8 чёрная ладья · d7 чёрный конь · h7 чёрная пешка · a6 чёрная пешка · e6 чёрный слон · f6 чёрная пешка · d5 белый конь · e5 чёрная пешка · b4 чёрная пешка · c4 чёрный ферзь · e4 белая пешка · h4 белая пешка · b3 белый конь · e3 белый слон · a2 белая пешка · b2 белая пешка · c2 белая пешка · g2 белый ферзь · b1 белый король · d1 белая ладья · g1 белая ладья | c8 чёрная ладья · d8 чёрный слон · e8 чёрный король · h8 чёрная ладья · d7 чёрный конь · h7 чёрная пешка · a6 чёрная пешка · e6 чёрный слон · f6 чёрная пешка · d5 белый конь · e5 чёрная пешка · b4 чёрная пешка · c4 чёрный ферзь · e4 белая пешка · h4 белая пешка · b3 белый конь · e3 белый слон · a2 белая пешка · b2 белая пешка · c2 белая пешка · g2 белый ферзь · b1 белый король · d1 белая ладья · g1 белая ладья | c8 чёрная ладья · d8 чёрный слон · e8 чёрный король · h8 чёрная ладья · d7 чёрный конь · h7 чёрная пешка · a6 чёрная пешка · e6 чёрный слон · f6 чёрная пешка · d5 белый конь · e5 чёрная пешка · b4 чёрная пешка · c4 чёрный ферзь · e4 белая пешка · h4 белая пешка · b3 белый конь · e3 белый слон · a2 белая пешка · b2 белая пешка · c2 белая пешка · g2 белый ферзь · b1 белый король · d1 белая ладья · g1 белая ладья | c8 чёрная ладья · d8 чёрный слон · e8 чёрный король · h8 чёрная ладья · d7 чёрный конь · h7 чёрная пешка · a6 чёрная пешка · e6 чёрный слон · f6 чёрная пешка · d5 белый конь · e5 чёрная пешка · b4 чёрная пешка · c4 чёрный ферзь · e4 белая пешка · h4 белая пешка · b3 белый конь · e3 белый слон · a2 белая пешка · b2 белая пешка · c2 белая пешка · g2 белый ферзь · b1 белый король · d1 белая ладья · g1 белая ладья | c8 чёрная ладья · d8 чёрный слон · e8 чёрный король · h8 чёрная ладья · d7 чёрный конь · h7 чёрная пешка · a6 чёрная пешка · e6 чёрный слон · f6 чёрная пешка · d5 белый конь · e5 чёрная пешка · b4 чёрная пешка · c4 чёрный ферзь · e4 белая пешка · h4 белая пешка · b3 белый конь · e3 белый слон · a2 белая пешка · b2 белая пешка · c2 белая пешка · g2 белый ферзь · b1 белый король · d1 белая ладья · g1 белая ладья | c8 чёрная ладья · d8 чёрный слон · e8 чёрный король · h8 чёрная ладья · d7 чёрный конь · h7 чёрная пешка · a6 чёрная пешка · e6 чёрный слон · f6 чёрная пешка · d5 белый конь · e5 чёрная пешка · b4 чёрная пешка · c4 чёрный ферзь · e4 белая пешка · h4 белая пешка · b3 белый конь · e3 белый слон · a2 белая пешка · b2 белая пешка · c2 белая пешка · g2 белый ферзь · b1 белый король · d1 белая ладья · g1 белая ладья | c8 чёрная ладья · d8 чёрный слон · e8 чёрный король · h8 чёрная ладья · d7 чёрный конь · h7 чёрная пешка · a6 чёрная пешка · e6 чёрный слон · f6 чёрная пешка · d5 белый конь · e5 чёрная пешка · b4 чёрная пешка · c4 чёрный ферзь · e4 белая пешка · h4 белая пешка · b3 белый конь · e3 белый слон · a2 белая пешка · b2 белая пешка · c2 белая пешка · g2 белый ферзь · b1 белый король · d1 белая ладья · g1 белая ладья | c8 чёрная ладья · d8 чёрный слон · e8 чёрный король · h8 чёрная ладья · d7 чёрный конь · h7 чёрная пешка · a6 чёрная пешка · e6 чёрный слон · f6 чёрная пешка · d5 белый конь · e5 чёрная пешка · b4 чёрная пешка · c4 чёрный ферзь · e4 белая пешка · h4 белая пешка · b3 белый конь · e3 белый слон · a2 белая пешка · b2 белая пешка · c2 белая пешка · g2 белый ферзь · b1 белый король · d1 белая ладья · g1 белая ладья | 8 |
| 7 | c8 чёрная ладья · d8 чёрный слон · e8 чёрный король · h8 чёрная ладья · d7 чёрный конь · h7 чёрная пешка · a6 чёрная пешка · e6 чёрный слон · f6 чёрная пешка · d5 белый конь · e5 чёрная пешка · b4 чёрная пешка · c4 чёрный ферзь · e4 белая пешка · h4 белая пешка · b3 белый конь · e3 белый слон · a2 белая пешка · b2 белая пешка · c2 белая пешка · g2 белый ферзь · b1 белый король · d1 белая ладья · g1 белая ладья | c8 чёрная ладья · d8 чёрный слон · e8 чёрный король · h8 чёрная ладья · d7 чёрный конь · h7 чёрная пешка · a6 чёрная пешка · e6 чёрный слон · f6 чёрная пешка · d5 белый конь · e5 чёрная пешка · b4 чёрная пешка · c4 чёрный ферзь · e4 белая пешка · h4 белая пешка · b3 белый конь · e3 белый слон · a2 белая пешка · b2 белая пешка · c2 белая пешка · g2 белый ферзь · b1 белый король · d1 белая ладья · g1 белая ладья | c8 чёрная ладья · d8 чёрный слон · e8 чёрный король · h8 чёрная ладья · d7 чёрный конь · h7 чёрная пешка · a6 чёрная пешка · e6 чёрный слон · f6 чёрная пешка · d5 белый конь · e5 чёрная пешка · b4 чёрная пешка · c4 чёрный ферзь · e4 белая пешка · h4 белая пешка · b3 белый конь · e3 белый слон · a2 белая пешка · b2 белая пешка · c2 белая пешка · g2 белый ферзь · b1 белый король · d1 белая ладья · g1 белая ладья | c8 чёрная ладья · d8 чёрный слон · e8 чёрный король · h8 чёрная ладья · d7 чёрный конь · h7 чёрная пешка · a6 чёрная пешка · e6 чёрный слон · f6 чёрная пешка · d5 белый конь · e5 чёрная пешка · b4 чёрная пешка · c4 чёрный ферзь · e4 белая пешка · h4 белая пешка · b3 белый конь · e3 белый слон · a2 белая пешка · b2 белая пешка · c2 белая пешка · g2 белый ферзь · b1 белый король · d1 белая ладья · g1 белая ладья | c8 чёрная ладья · d8 чёрный слон · e8 чёрный король · h8 чёрная ладья · d7 чёрный конь · h7 чёрная пешка · a6 чёрная пешка · e6 чёрный слон · f6 чёрная пешка · d5 белый конь · e5 чёрная пешка · b4 чёрная пешка · c4 чёрный ферзь · e4 белая пешка · h4 белая пешка · b3 белый конь · e3 белый слон · a2 белая пешка · b2 белая пешка · c2 белая пешка · g2 белый ферзь · b1 белый король · d1 белая ладья · g1 белая ладья | c8 чёрная ладья · d8 чёрный слон · e8 чёрный король · h8 чёрная ладья · d7 чёрный конь · h7 чёрная пешка · a6 чёрная пешка · e6 чёрный слон · f6 чёрная пешка · d5 белый конь · e5 чёрная пешка · b4 чёрная пешка · c4 чёрный ферзь · e4 белая пешка · h4 белая пешка · b3 белый конь · e3 белый слон · a2 белая пешка · b2 белая пешка · c2 белая пешка · g2 белый ферзь · b1 белый король · d1 белая ладья · g1 белая ладья | c8 чёрная ладья · d8 чёрный слон · e8 чёрный король · h8 чёрная ладья · d7 чёрный конь · h7 чёрная пешка · a6 чёрная пешка · e6 чёрный слон · f6 чёрная пешка · d5 белый конь · e5 чёрная пешка · b4 чёрная пешка · c4 чёрный ферзь · e4 белая пешка · h4 белая пешка · b3 белый конь · e3 белый слон · a2 белая пешка · b2 белая пешка · c2 белая пешка · g2 белый ферзь · b1 белый король · d1 белая ладья · g1 белая ладья | c8 чёрная ладья · d8 чёрный слон · e8 чёрный король · h8 чёрная ладья · d7 чёрный конь · h7 чёрная пешка · a6 чёрная пешка · e6 чёрный слон · f6 чёрная пешка · d5 белый конь · e5 чёрная пешка · b4 чёрная пешка · c4 чёрный ферзь · e4 белая пешка · h4 белая пешка · b3 белый конь · e3 белый слон · a2 белая пешка · b2 белая пешка · c2 белая пешка · g2 белый ферзь · b1 белый король · d1 белая ладья · g1 белая ладья | 7 |
| 6 | c8 чёрная ладья · d8 чёрный слон · e8 чёрный король · h8 чёрная ладья · d7 чёрный конь · h7 чёрная пешка · a6 чёрная пешка · e6 чёрный слон · f6 чёрная пешка · d5 белый конь · e5 чёрная пешка · b4 чёрная пешка · c4 чёрный ферзь · e4 белая пешка · h4 белая пешка · b3 белый конь · e3 белый слон · a2 белая пешка · b2 белая пешка · c2 белая пешка · g2 белый ферзь · b1 белый король · d1 белая ладья · g1 белая ладья | c8 чёрная ладья · d8 чёрный слон · e8 чёрный король · h8 чёрная ладья · d7 чёрный конь · h7 чёрная пешка · a6 чёрная пешка · e6 чёрный слон · f6 чёрная пешка · d5 белый конь · e5 чёрная пешка · b4 чёрная пешка · c4 чёрный ферзь · e4 белая пешка · h4 белая пешка · b3 белый конь · e3 белый слон · a2 белая пешка · b2 белая пешка · c2 белая пешка · g2 белый ферзь · b1 белый король · d1 белая ладья · g1 белая ладья | c8 чёрная ладья · d8 чёрный слон · e8 чёрный король · h8 чёрная ладья · d7 чёрный конь · h7 чёрная пешка · a6 чёрная пешка · e6 чёрный слон · f6 чёрная пешка · d5 белый конь · e5 чёрная пешка · b4 чёрная пешка · c4 чёрный ферзь · e4 белая пешка · h4 белая пешка · b3 белый конь · e3 белый слон · a2 белая пешка · b2 белая пешка · c2 белая пешка · g2 белый ферзь · b1 белый король · d1 белая ладья · g1 белая ладья | c8 чёрная ладья · d8 чёрный слон · e8 чёрный король · h8 чёрная ладья · d7 чёрный конь · h7 чёрная пешка · a6 чёрная пешка · e6 чёрный слон · f6 чёрная пешка · d5 белый конь · e5 чёрная пешка · b4 чёрная пешка · c4 чёрный ферзь · e4 белая пешка · h4 белая пешка · b3 белый конь · e3 белый слон · a2 белая пешка · b2 белая пешка · c2 белая пешка · g2 белый ферзь · b1 белый король · d1 белая ладья · g1 белая ладья | c8 чёрная ладья · d8 чёрный слон · e8 чёрный король · h8 чёрная ладья · d7 чёрный конь · h7 чёрная пешка · a6 чёрная пешка · e6 чёрный слон · f6 чёрная пешка · d5 белый конь · e5 чёрная пешка · b4 чёрная пешка · c4 чёрный ферзь · e4 белая пешка · h4 белая пешка · b3 белый конь · e3 белый слон · a2 белая пешка · b2 белая пешка · c2 белая пешка · g2 белый ферзь · b1 белый король · d1 белая ладья · g1 белая ладья | c8 чёрная ладья · d8 чёрный слон · e8 чёрный король · h8 чёрная ладья · d7 чёрный конь · h7 чёрная пешка · a6 чёрная пешка · e6 чёрный слон · f6 чёрная пешка · d5 белый конь · e5 чёрная пешка · b4 чёрная пешка · c4 чёрный ферзь · e4 белая пешка · h4 белая пешка · b3 белый конь · e3 белый слон · a2 белая пешка · b2 белая пешка · c2 белая пешка · g2 белый ферзь · b1 белый король · d1 белая ладья · g1 белая ладья | c8 чёрная ладья · d8 чёрный слон · e8 чёрный король · h8 чёрная ладья · d7 чёрный конь · h7 чёрная пешка · a6 чёрная пешка · e6 чёрный слон · f6 чёрная пешка · d5 белый конь · e5 чёрная пешка · b4 чёрная пешка · c4 чёрный ферзь · e4 белая пешка · h4 белая пешка · b3 белый конь · e3 белый слон · a2 белая пешка · b2 белая пешка · c2 белая пешка · g2 белый ферзь · b1 белый король · d1 белая ладья · g1 белая ладья | c8 чёрная ладья · d8 чёрный слон · e8 чёрный король · h8 чёрная ладья · d7 чёрный конь · h7 чёрная пешка · a6 чёрная пешка · e6 чёрный слон · f6 чёрная пешка · d5 белый конь · e5 чёрная пешка · b4 чёрная пешка · c4 чёрный ферзь · e4 белая пешка · h4 белая пешка · b3 белый конь · e3 белый слон · a2 белая пешка · b2 белая пешка · c2 белая пешка · g2 белый ферзь · b1 белый король · d1 белая ладья · g1 белая ладья | 6 |
| 5 | c8 чёрная ладья · d8 чёрный слон · e8 чёрный король · h8 чёрная ладья · d7 чёрный конь · h7 чёрная пешка · a6 чёрная пешка · e6 чёрный слон · f6 чёрная пешка · d5 белый конь · e5 чёрная пешка · b4 чёрная пешка · c4 чёрный ферзь · e4 белая пешка · h4 белая пешка · b3 белый конь · e3 белый слон · a2 белая пешка · b2 белая пешка · c2 белая пешка · g2 белый ферзь · b1 белый король · d1 белая ладья · g1 белая ладья | c8 чёрная ладья · d8 чёрный слон · e8 чёрный король · h8 чёрная ладья · d7 чёрный конь · h7 чёрная пешка · a6 чёрная пешка · e6 чёрный слон · f6 чёрная пешка · d5 белый конь · e5 чёрная пешка · b4 чёрная пешка · c4 чёрный ферзь · e4 белая пешка · h4 белая пешка · b3 белый конь · e3 белый слон · a2 белая пешка · b2 белая пешка · c2 белая пешка · g2 белый ферзь · b1 белый король · d1 белая ладья · g1 белая ладья | c8 чёрная ладья · d8 чёрный слон · e8 чёрный король · h8 чёрная ладья · d7 чёрный конь · h7 чёрная пешка · a6 чёрная пешка · e6 чёрный слон · f6 чёрная пешка · d5 белый конь · e5 чёрная пешка · b4 чёрная пешка · c4 чёрный ферзь · e4 белая пешка · h4 белая пешка · b3 белый конь · e3 белый слон · a2 белая пешка · b2 белая пешка · c2 белая пешка · g2 белый ферзь · b1 белый король · d1 белая ладья · g1 белая ладья | c8 чёрная ладья · d8 чёрный слон · e8 чёрный король · h8 чёрная ладья · d7 чёрный конь · h7 чёрная пешка · a6 чёрная пешка · e6 чёрный слон · f6 чёрная пешка · d5 белый конь · e5 чёрная пешка · b4 чёрная пешка · c4 чёрный ферзь · e4 белая пешка · h4 белая пешка · b3 белый конь · e3 белый слон · a2 белая пешка · b2 белая пешка · c2 белая пешка · g2 белый ферзь · b1 белый король · d1 белая ладья · g1 белая ладья | c8 чёрная ладья · d8 чёрный слон · e8 чёрный король · h8 чёрная ладья · d7 чёрный конь · h7 чёрная пешка · a6 чёрная пешка · e6 чёрный слон · f6 чёрная пешка · d5 белый конь · e5 чёрная пешка · b4 чёрная пешка · c4 чёрный ферзь · e4 белая пешка · h4 белая пешка · b3 белый конь · e3 белый слон · a2 белая пешка · b2 белая пешка · c2 белая пешка · g2 белый ферзь · b1 белый король · d1 белая ладья · g1 белая ладья | c8 чёрная ладья · d8 чёрный слон · e8 чёрный король · h8 чёрная ладья · d7 чёрный конь · h7 чёрная пешка · a6 чёрная пешка · e6 чёрный слон · f6 чёрная пешка · d5 белый конь · e5 чёрная пешка · b4 чёрная пешка · c4 чёрный ферзь · e4 белая пешка · h4 белая пешка · b3 белый конь · e3 белый слон · a2 белая пешка · b2 белая пешка · c2 белая пешка · g2 белый ферзь · b1 белый король · d1 белая ладья · g1 белая ладья | c8 чёрная ладья · d8 чёрный слон · e8 чёрный король · h8 чёрная ладья · d7 чёрный конь · h7 чёрная пешка · a6 чёрная пешка · e6 чёрный слон · f6 чёрная пешка · d5 белый конь · e5 чёрная пешка · b4 чёрная пешка · c4 чёрный ферзь · e4 белая пешка · h4 белая пешка · b3 белый конь · e3 белый слон · a2 белая пешка · b2 белая пешка · c2 белая пешка · g2 белый ферзь · b1 белый король · d1 белая ладья · g1 белая ладья | c8 чёрная ладья · d8 чёрный слон · e8 чёрный король · h8 чёрная ладья · d7 чёрный конь · h7 чёрная пешка · a6 чёрная пешка · e6 чёрный слон · f6 чёрная пешка · d5 белый конь · e5 чёрная пешка · b4 чёрная пешка · c4 чёрный ферзь · e4 белая пешка · h4 белая пешка · b3 белый конь · e3 белый слон · a2 белая пешка · b2 белая пешка · c2 белая пешка · g2 белый ферзь · b1 белый король · d1 белая ладья · g1 белая ладья | 5 |
| 4 | c8 чёрная ладья · d8 чёрный слон · e8 чёрный король · h8 чёрная ладья · d7 чёрный конь · h7 чёрная пешка · a6 чёрная пешка · e6 чёрный слон · f6 чёрная пешка · d5 белый конь · e5 чёрная пешка · b4 чёрная пешка · c4 чёрный ферзь · e4 белая пешка · h4 белая пешка · b3 белый конь · e3 белый слон · a2 белая пешка · b2 белая пешка · c2 белая пешка · g2 белый ферзь · b1 белый король · d1 белая ладья · g1 белая ладья | c8 чёрная ладья · d8 чёрный слон · e8 чёрный король · h8 чёрная ладья · d7 чёрный конь · h7 чёрная пешка · a6 чёрная пешка · e6 чёрный слон · f6 чёрная пешка · d5 белый конь · e5 чёрная пешка · b4 чёрная пешка · c4 чёрный ферзь · e4 белая пешка · h4 белая пешка · b3 белый конь · e3 белый слон · a2 белая пешка · b2 белая пешка · c2 белая пешка · g2 белый ферзь · b1 белый король · d1 белая ладья · g1 белая ладья | c8 чёрная ладья · d8 чёрный слон · e8 чёрный король · h8 чёрная ладья · d7 чёрный конь · h7 чёрная пешка · a6 чёрная пешка · e6 чёрный слон · f6 чёрная пешка · d5 белый конь · e5 чёрная пешка · b4 чёрная пешка · c4 чёрный ферзь · e4 белая пешка · h4 белая пешка · b3 белый конь · e3 белый слон · a2 белая пешка · b2 белая пешка · c2 белая пешка · g2 белый ферзь · b1 белый король · d1 белая ладья · g1 белая ладья | c8 чёрная ладья · d8 чёрный слон · e8 чёрный король · h8 чёрная ладья · d7 чёрный конь · h7 чёрная пешка · a6 чёрная пешка · e6 чёрный слон · f6 чёрная пешка · d5 белый конь · e5 чёрная пешка · b4 чёрная пешка · c4 чёрный ферзь · e4 белая пешка · h4 белая пешка · b3 белый конь · e3 белый слон · a2 белая пешка · b2 белая пешка · c2 белая пешка · g2 белый ферзь · b1 белый король · d1 белая ладья · g1 белая ладья | c8 чёрная ладья · d8 чёрный слон · e8 чёрный король · h8 чёрная ладья · d7 чёрный конь · h7 чёрная пешка · a6 чёрная пешка · e6 чёрный слон · f6 чёрная пешка · d5 белый конь · e5 чёрная пешка · b4 чёрная пешка · c4 чёрный ферзь · e4 белая пешка · h4 белая пешка · b3 белый конь · e3 белый слон · a2 белая пешка · b2 белая пешка · c2 белая пешка · g2 белый ферзь · b1 белый король · d1 белая ладья · g1 белая ладья | c8 чёрная ладья · d8 чёрный слон · e8 чёрный король · h8 чёрная ладья · d7 чёрный конь · h7 чёрная пешка · a6 чёрная пешка · e6 чёрный слон · f6 чёрная пешка · d5 белый конь · e5 чёрная пешка · b4 чёрная пешка · c4 чёрный ферзь · e4 белая пешка · h4 белая пешка · b3 белый конь · e3 белый слон · a2 белая пешка · b2 белая пешка · c2 белая пешка · g2 белый ферзь · b1 белый король · d1 белая ладья · g1 белая ладья | c8 чёрная ладья · d8 чёрный слон · e8 чёрный король · h8 чёрная ладья · d7 чёрный конь · h7 чёрная пешка · a6 чёрная пешка · e6 чёрный слон · f6 чёрная пешка · d5 белый конь · e5 чёрная пешка · b4 чёрная пешка · c4 чёрный ферзь · e4 белая пешка · h4 белая пешка · b3 белый конь · e3 белый слон · a2 белая пешка · b2 белая пешка · c2 белая пешка · g2 белый ферзь · b1 белый король · d1 белая ладья · g1 белая ладья | c8 чёрная ладья · d8 чёрный слон · e8 чёрный король · h8 чёрная ладья · d7 чёрный конь · h7 чёрная пешка · a6 чёрная пешка · e6 чёрный слон · f6 чёрная пешка · d5 белый конь · e5 чёрная пешка · b4 чёрная пешка · c4 чёрный ферзь · e4 белая пешка · h4 белая пешка · b3 белый конь · e3 белый слон · a2 белая пешка · b2 белая пешка · c2 белая пешка · g2 белый ферзь · b1 белый король · d1 белая ладья · g1 белая ладья | 4 |
| 3 | c8 чёрная ладья · d8 чёрный слон · e8 чёрный король · h8 чёрная ладья · d7 чёрный конь · h7 чёрная пешка · a6 чёрная пешка · e6 чёрный слон · f6 чёрная пешка · d5 белый конь · e5 чёрная пешка · b4 чёрная пешка · c4 чёрный ферзь · e4 белая пешка · h4 белая пешка · b3 белый конь · e3 белый слон · a2 белая пешка · b2 белая пешка · c2 белая пешка · g2 белый ферзь · b1 белый король · d1 белая ладья · g1 белая ладья | c8 чёрная ладья · d8 чёрный слон · e8 чёрный король · h8 чёрная ладья · d7 чёрный конь · h7 чёрная пешка · a6 чёрная пешка · e6 чёрный слон · f6 чёрная пешка · d5 белый конь · e5 чёрная пешка · b4 чёрная пешка · c4 чёрный ферзь · e4 белая пешка · h4 белая пешка · b3 белый конь · e3 белый слон · a2 белая пешка · b2 белая пешка · c2 белая пешка · g2 белый ферзь · b1 белый король · d1 белая ладья · g1 белая ладья | c8 чёрная ладья · d8 чёрный слон · e8 чёрный король · h8 чёрная ладья · d7 чёрный конь · h7 чёрная пешка · a6 чёрная пешка · e6 чёрный слон · f6 чёрная пешка · d5 белый конь · e5 чёрная пешка · b4 чёрная пешка · c4 чёрный ферзь · e4 белая пешка · h4 белая пешка · b3 белый конь · e3 белый слон · a2 белая пешка · b2 белая пешка · c2 белая пешка · g2 белый ферзь · b1 белый король · d1 белая ладья · g1 белая ладья | c8 чёрная ладья · d8 чёрный слон · e8 чёрный король · h8 чёрная ладья · d7 чёрный конь · h7 чёрная пешка · a6 чёрная пешка · e6 чёрный слон · f6 чёрная пешка · d5 белый конь · e5 чёрная пешка · b4 чёрная пешка · c4 чёрный ферзь · e4 белая пешка · h4 белая пешка · b3 белый конь · e3 белый слон · a2 белая пешка · b2 белая пешка · c2 белая пешка · g2 белый ферзь · b1 белый король · d1 белая ладья · g1 белая ладья | c8 чёрная ладья · d8 чёрный слон · e8 чёрный король · h8 чёрная ладья · d7 чёрный конь · h7 чёрная пешка · a6 чёрная пешка · e6 чёрный слон · f6 чёрная пешка · d5 белый конь · e5 чёрная пешка · b4 чёрная пешка · c4 чёрный ферзь · e4 белая пешка · h4 белая пешка · b3 белый конь · e3 белый слон · a2 белая пешка · b2 белая пешка · c2 белая пешка · g2 белый ферзь · b1 белый король · d1 белая ладья · g1 белая ладья | c8 чёрная ладья · d8 чёрный слон · e8 чёрный король · h8 чёрная ладья · d7 чёрный конь · h7 чёрная пешка · a6 чёрная пешка · e6 чёрный слон · f6 чёрная пешка · d5 белый конь · e5 чёрная пешка · b4 чёрная пешка · c4 чёрный ферзь · e4 белая пешка · h4 белая пешка · b3 белый конь · e3 белый слон · a2 белая пешка · b2 белая пешка · c2 белая пешка · g2 белый ферзь · b1 белый король · d1 белая ладья · g1 белая ладья | c8 чёрная ладья · d8 чёрный слон · e8 чёрный король · h8 чёрная ладья · d7 чёрный конь · h7 чёрная пешка · a6 чёрная пешка · e6 чёрный слон · f6 чёрная пешка · d5 белый конь · e5 чёрная пешка · b4 чёрная пешка · c4 чёрный ферзь · e4 белая пешка · h4 белая пешка · b3 белый конь · e3 белый слон · a2 белая пешка · b2 белая пешка · c2 белая пешка · g2 белый ферзь · b1 белый король · d1 белая ладья · g1 белая ладья | c8 чёрная ладья · d8 чёрный слон · e8 чёрный король · h8 чёрная ладья · d7 чёрный конь · h7 чёрная пешка · a6 чёрная пешка · e6 чёрный слон · f6 чёрная пешка · d5 белый конь · e5 чёрная пешка · b4 чёрная пешка · c4 чёрный ферзь · e4 белая пешка · h4 белая пешка · b3 белый конь · e3 белый слон · a2 белая пешка · b2 белая пешка · c2 белая пешка · g2 белый ферзь · b1 белый король · d1 белая ладья · g1 белая ладья | 3 |
| 2 | c8 чёрная ладья · d8 чёрный слон · e8 чёрный король · h8 чёрная ладья · d7 чёрный конь · h7 чёрная пешка · a6 чёрная пешка · e6 чёрный слон · f6 чёрная пешка · d5 белый конь · e5 чёрная пешка · b4 чёрная пешка · c4 чёрный ферзь · e4 белая пешка · h4 белая пешка · b3 белый конь · e3 белый слон · a2 белая пешка · b2 белая пешка · c2 белая пешка · g2 белый ферзь · b1 белый король · d1 белая ладья · g1 белая ладья | c8 чёрная ладья · d8 чёрный слон · e8 чёрный король · h8 чёрная ладья · d7 чёрный конь · h7 чёрная пешка · a6 чёрная пешка · e6 чёрный слон · f6 чёрная пешка · d5 белый конь · e5 чёрная пешка · b4 чёрная пешка · c4 чёрный ферзь · e4 белая пешка · h4 белая пешка · b3 белый конь · e3 белый слон · a2 белая пешка · b2 белая пешка · c2 белая пешка · g2 белый ферзь · b1 белый король · d1 белая ладья · g1 белая ладья | c8 чёрная ладья · d8 чёрный слон · e8 чёрный король · h8 чёрная ладья · d7 чёрный конь · h7 чёрная пешка · a6 чёрная пешка · e6 чёрный слон · f6 чёрная пешка · d5 белый конь · e5 чёрная пешка · b4 чёрная пешка · c4 чёрный ферзь · e4 белая пешка · h4 белая пешка · b3 белый конь · e3 белый слон · a2 белая пешка · b2 белая пешка · c2 белая пешка · g2 белый ферзь · b1 белый король · d1 белая ладья · g1 белая ладья | c8 чёрная ладья · d8 чёрный слон · e8 чёрный король · h8 чёрная ладья · d7 чёрный конь · h7 чёрная пешка · a6 чёрная пешка · e6 чёрный слон · f6 чёрная пешка · d5 белый конь · e5 чёрная пешка · b4 чёрная пешка · c4 чёрный ферзь · e4 белая пешка · h4 белая пешка · b3 белый конь · e3 белый слон · a2 белая пешка · b2 белая пешка · c2 белая пешка · g2 белый ферзь · b1 белый король · d1 белая ладья · g1 белая ладья | c8 чёрная ладья · d8 чёрный слон · e8 чёрный король · h8 чёрная ладья · d7 чёрный конь · h7 чёрная пешка · a6 чёрная пешка · e6 чёрный слон · f6 чёрная пешка · d5 белый конь · e5 чёрная пешка · b4 чёрная пешка · c4 чёрный ферзь · e4 белая пешка · h4 белая пешка · b3 белый конь · e3 белый слон · a2 белая пешка · b2 белая пешка · c2 белая пешка · g2 белый ферзь · b1 белый король · d1 белая ладья · g1 белая ладья | c8 чёрная ладья · d8 чёрный слон · e8 чёрный король · h8 чёрная ладья · d7 чёрный конь · h7 чёрная пешка · a6 чёрная пешка · e6 чёрный слон · f6 чёрная пешка · d5 белый конь · e5 чёрная пешка · b4 чёрная пешка · c4 чёрный ферзь · e4 белая пешка · h4 белая пешка · b3 белый конь · e3 белый слон · a2 белая пешка · b2 белая пешка · c2 белая пешка · g2 белый ферзь · b1 белый король · d1 белая ладья · g1 белая ладья | c8 чёрная ладья · d8 чёрный слон · e8 чёрный король · h8 чёрная ладья · d7 чёрный конь · h7 чёрная пешка · a6 чёрная пешка · e6 чёрный слон · f6 чёрная пешка · d5 белый конь · e5 чёрная пешка · b4 чёрная пешка · c4 чёрный ферзь · e4 белая пешка · h4 белая пешка · b3 белый конь · e3 белый слон · a2 белая пешка · b2 белая пешка · c2 белая пешка · g2 белый ферзь · b1 белый король · d1 белая ладья · g1 белая ладья | c8 чёрная ладья · d8 чёрный слон · e8 чёрный король · h8 чёрная ладья · d7 чёрный конь · h7 чёрная пешка · a6 чёрная пешка · e6 чёрный слон · f6 чёрная пешка · d5 белый конь · e5 чёрная пешка · b4 чёрная пешка · c4 чёрный ферзь · e4 белая пешка · h4 белая пешка · b3 белый конь · e3 белый слон · a2 белая пешка · b2 белая пешка · c2 белая пешка · g2 белый ферзь · b1 белый король · d1 белая ладья · g1 белая ладья | 2 |
| 1 | c8 чёрная ладья · d8 чёрный слон · e8 чёрный король · h8 чёрная ладья · d7 чёрный конь · h7 чёрная пешка · a6 чёрная пешка · e6 чёрный слон · f6 чёрная пешка · d5 белый конь · e5 чёрная пешка · b4 чёрная пешка · c4 чёрный ферзь · e4 белая пешка · h4 белая пешка · b3 белый конь · e3 белый слон · a2 белая пешка · b2 белая пешка · c2 белая пешка · g2 белый ферзь · b1 белый король · d1 белая ладья · g1 белая ладья | c8 чёрная ладья · d8 чёрный слон · e8 чёрный король · h8 чёрная ладья · d7 чёрный конь · h7 чёрная пешка · a6 чёрная пешка · e6 чёрный слон · f6 чёрная пешка · d5 белый конь · e5 чёрная пешка · b4 чёрная пешка · c4 чёрный ферзь · e4 белая пешка · h4 белая пешка · b3 белый конь · e3 белый слон · a2 белая пешка · b2 белая пешка · c2 белая пешка · g2 белый ферзь · b1 белый король · d1 белая ладья · g1 белая ладья | c8 чёрная ладья · d8 чёрный слон · e8 чёрный король · h8 чёрная ладья · d7 чёрный конь · h7 чёрная пешка · a6 чёрная пешка · e6 чёрный слон · f6 чёрная пешка · d5 белый конь · e5 чёрная пешка · b4 чёрная пешка · c4 чёрный ферзь · e4 белая пешка · h4 белая пешка · b3 белый конь · e3 белый слон · a2 белая пешка · b2 белая пешка · c2 белая пешка · g2 белый ферзь · b1 белый король · d1 белая ладья · g1 белая ладья | c8 чёрная ладья · d8 чёрный слон · e8 чёрный король · h8 чёрная ладья · d7 чёрный конь · h7 чёрная пешка · a6 чёрная пешка · e6 чёрный слон · f6 чёрная пешка · d5 белый конь · e5 чёрная пешка · b4 чёрная пешка · c4 чёрный ферзь · e4 белая пешка · h4 белая пешка · b3 белый конь · e3 белый слон · a2 белая пешка · b2 белая пешка · c2 белая пешка · g2 белый ферзь · b1 белый король · d1 белая ладья · g1 белая ладья | c8 чёрная ладья · d8 чёрный слон · e8 чёрный король · h8 чёрная ладья · d7 чёрный конь · h7 чёрная пешка · a6 чёрная пешка · e6 чёрный слон · f6 чёрная пешка · d5 белый конь · e5 чёрная пешка · b4 чёрная пешка · c4 чёрный ферзь · e4 белая пешка · h4 белая пешка · b3 белый конь · e3 белый слон · a2 белая пешка · b2 белая пешка · c2 белая пешка · g2 белый ферзь · b1 белый король · d1 белая ладья · g1 белая ладья | c8 чёрная ладья · d8 чёрный слон · e8 чёрный король · h8 чёрная ладья · d7 чёрный конь · h7 чёрная пешка · a6 чёрная пешка · e6 чёрный слон · f6 чёрная пешка · d5 белый конь · e5 чёрная пешка · b4 чёрная пешка · c4 чёрный ферзь · e4 белая пешка · h4 белая пешка · b3 белый конь · e3 белый слон · a2 белая пешка · b2 белая пешка · c2 белая пешка · g2 белый ферзь · b1 белый король · d1 белая ладья · g1 белая ладья | c8 чёрная ладья · d8 чёрный слон · e8 чёрный король · h8 чёрная ладья · d7 чёрный конь · h7 чёрная пешка · a6 чёрная пешка · e6 чёрный слон · f6 чёрная пешка · d5 белый конь · e5 чёрная пешка · b4 чёрная пешка · c4 чёрный ферзь · e4 белая пешка · h4 белая пешка · b3 белый конь · e3 белый слон · a2 белая пешка · b2 белая пешка · c2 белая пешка · g2 белый ферзь · b1 белый король · d1 белая ладья · g1 белая ладья | c8 чёрная ладья · d8 чёрный слон · e8 чёрный король · h8 чёрная ладья · d7 чёрный конь · h7 чёрная пешка · a6 чёрная пешка · e6 чёрный слон · f6 чёрная пешка · d5 белый конь · e5 чёрная пешка · b4 чёрная пешка · c4 чёрный ферзь · e4 белая пешка · h4 белая пешка · b3 белый конь · e3 белый слон · a2 белая пешка · b2 белая пешка · c2 белая пешка · g2 белый ферзь · b1 белый король · d1 белая ладья · g1 белая ладья | 1 |
|   | a | b | c | d | e | f | g | h |   |

1.е4 с5 2.♘f3 d6 3.d4 cd 4.♘:d4 ♘f6 5.♘с3 а6 6.♗е3 е5 7.♘b3 ♗е6 8.♕d2 ♘bd7 9.f3 ♗e7 10.0-0-0 ♖с8 11.g4 ♘b6 12.g5 ♘fd7 13.♖g1 ♕с7 14.♔b1 ♘c4 15.♗:с4 ♕:с4 16.h4 h5 17.♕е2 b4 18.♘d5 ♗d8 19.f4 f5 20.gf gf 21.fe de 22.♗h6 f5 23.ef ♗:f5 24.♘d4 ♕:d4 25.♖:d4 ♖:c2 26.♘c7+ ♗:с7 27.♕а8+ ♔е7 28.♖g7+ ♔f6 29.♕:h8, 1 : 0.

## Изменения рейтинга
| Графики недоступны из-за технических проблем. См. информацию на Фабрикаторе и на mediawiki.org. |

## Книги
- Beginning chess, N. Y.f 1972;
- Both sides of the chessboard, N. Y., 1974.